# Lupinus sparsiflorus
Lupinus sparsiflorus är en ärtväxtart som beskrevs av George Bentham. Lupinus sparsiflorus ingår i släktet lupiner, och familjen ärtväxter.

## Underarter
Arten delas in i följande underarter:
- L. s. inopinatus
- L. s. mohavensis
- L. s. pondii
- L. s. sparsiflorus

## Bildgalleri

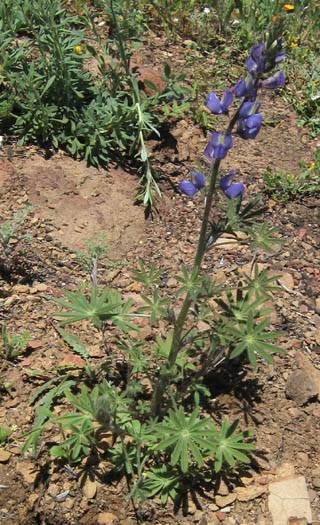
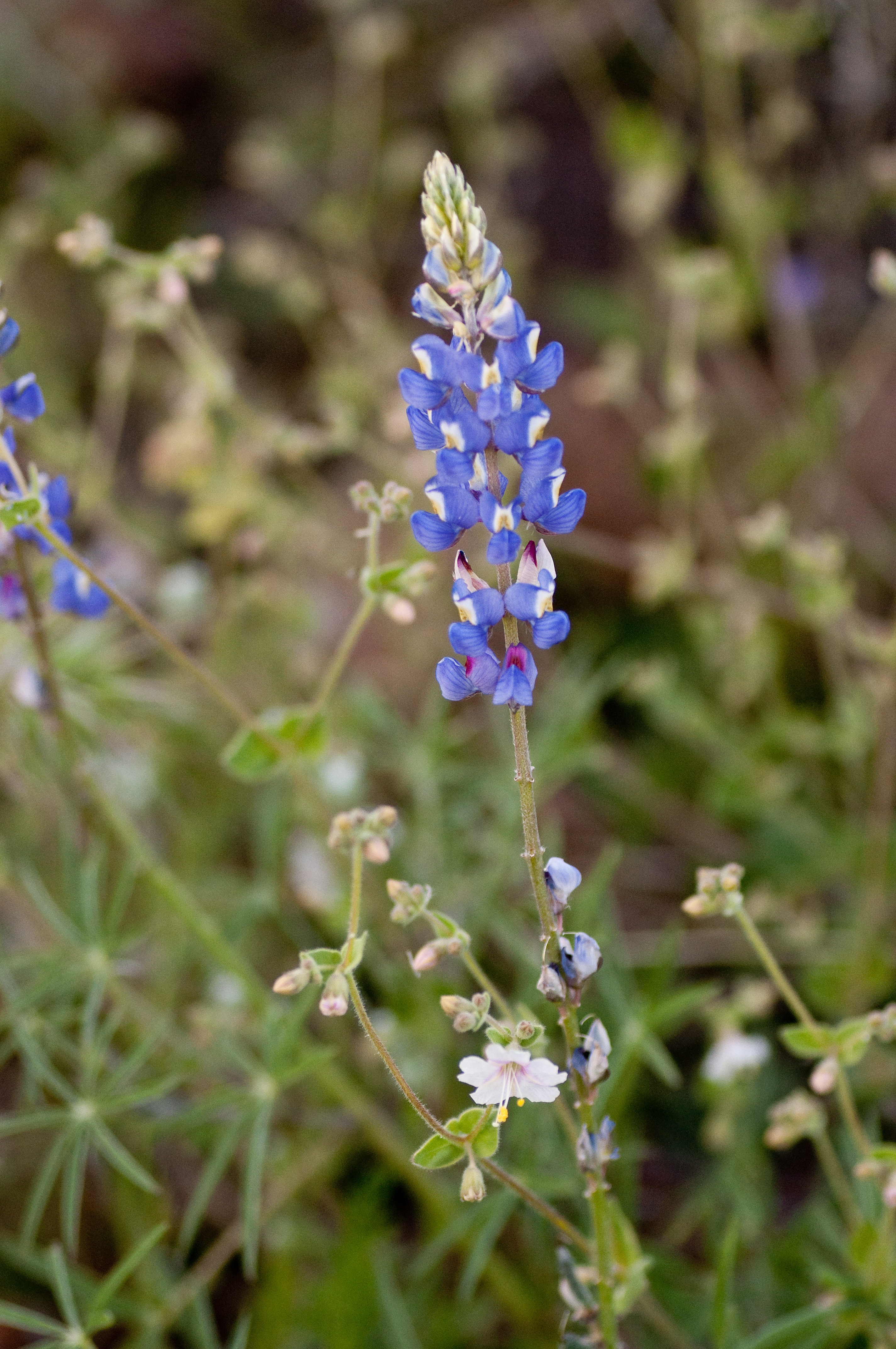